# مسيرات الموت في العهد النازي

نزلاء معسكر داخاو يخترقون إحدى القرى الألمانية في موكب جنائزي نهاية إبريل 1945.

المواكب الجنائزية ترمز للتنقلات الجبرية التي فرضتها ألمانيا النازية على الآلاف من السجناء المحتجزين في معسكرات الاعتقال النازية الواقعة بالقرب من الخطوط الأمامية للجبهة الشرقية إلى معسكرات أخرى داخل الأراضي الألمانية في القترة ما بين خريف 1944 وحتى نهاية إبريل 1945.

## نظرة عامة

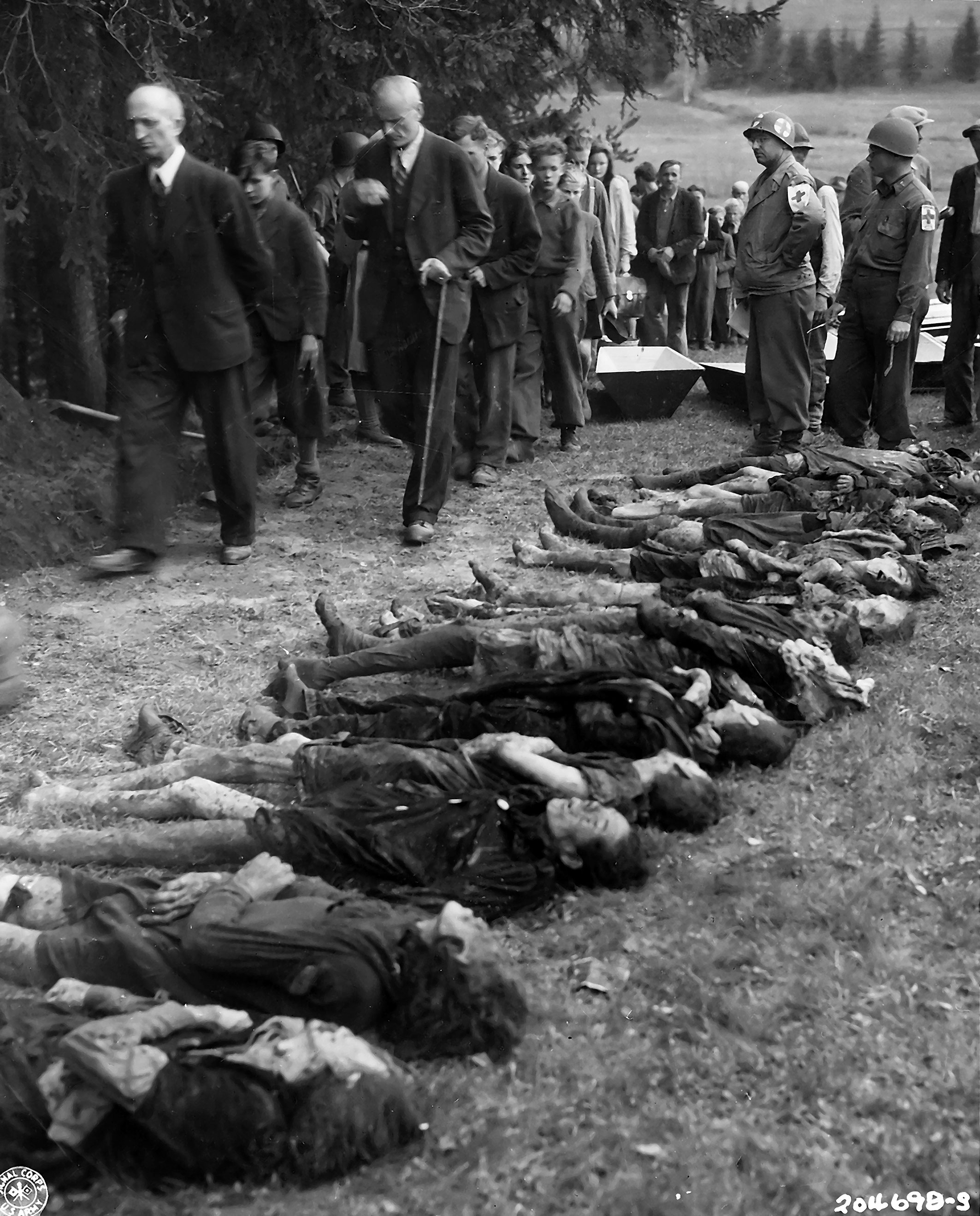
مواطنون ألمان أُجبروا على السير بجوار جثث لثلاثين امرأة يهودية ماتوا جوعًا على يد قوات الوحدة الوقائية في مسيرة امتدت لمسافة 300 ميل عبر تشيكوسلوفاكيا ودفنوا جميعا في مقابر ببلدة فولاري بتشيكوسلوفاكيا وأُعيد استخراج الجثث على يد القوات الأمريكية ووضعها في توابيت قبل إعادة دفنها.

مع اقتراب الحرب العالمية الثانية من نهايتها عام 1944 وتقدم القوات البريطانية والأمريكية تجاه معسكرات الاعتقال من الغرب متزامنة مع تقدم القوات السوفيتية من الشرق حاول أفراد الوحدة الوقائية طمس حقيقة الهولوكوست بهجر معسكرات الاعتقال ونقل وتدمير كل الأدلة عن الفظائع التي ارتكبتها تلك القوات في المعسكرات المعنية تجاه العديد من الأجناس والشعوب وعلى رأسهم اليهود وعلى هذا الأساس قُتل العديد من النزلاء قبل الشروع في المواكب الجنائزية، وهي عمليات القتل التي اعتبرت كجريمة ضد الإنسانية أثناء محكمة نورنبيرغ.
فعلى الرغم من حالات الضعف والمرض التي حلّت بالسجناء نتيجة تعرضهم لأعمال العنف الروتينية أو إرهاقهم في العمل في ظل سياسات التجويع المتعمدة داخل تلك المعسكرات إلا أنهم أجبروا على قطع مسافات طويلة سيرا على الأقدام حتى محطات السكك الحديدية في ظروف جوية قاسية قبل نقلهم لمدة أيام في عربات قطار صممت لنقل الماشية بدون مأكل أو مشرب ثم إجبارهم على السير مجددا حتى معسكرات اعتقالهم الجديدة في حين لم تتوانى قوات الحراسة المخولة بنقل هؤلاء المساجين عن رمي أي منهم بالرصاص وخصوصا من لم يقوى على متابعة السير مع باقي النزلاء.
يذكر إن أولى تلك المواكب كانت الخاصة بنقل نزلاء معسكر مايدانيك في إبريل من عام 1944 ثم تبعه الموكب الخاص بنزلاء معسكر كايزرفالد في أغسطس من العام نفسه والذي نُقل نزلائه إلى معسكر شتوتهوف قبل تعرض العديد منهم للقتل في الطريق، في حين كان أخر تلك المواكب الجنائزية في إبريل لعام 1945 والذي من خلاله تم إخلاء معسكر ميتيلباو-دورا.

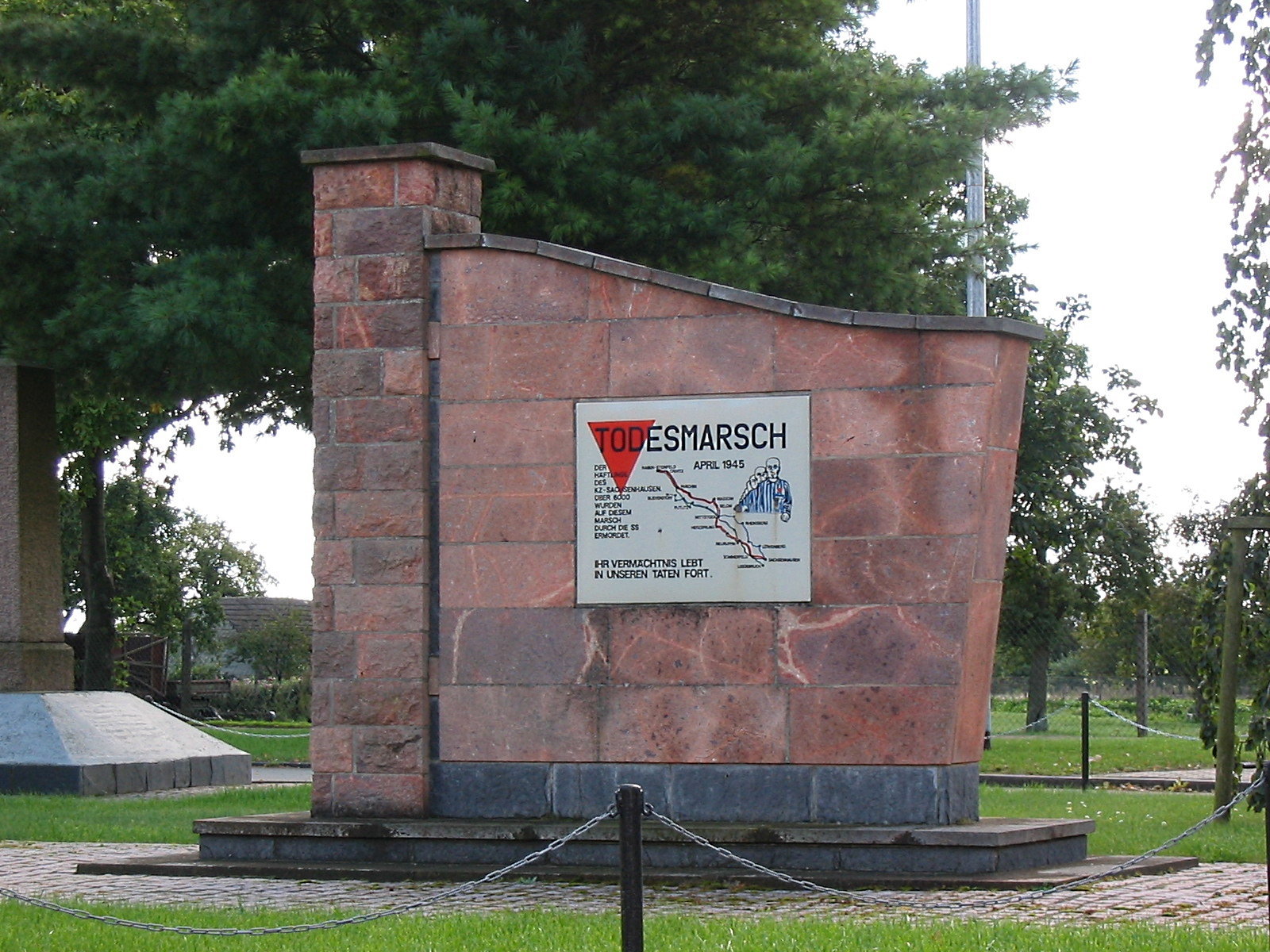
النصب التذكاري لموكب معسكر زاكسنهاوزن بلدة أورانينبورغ.

كانت قوات الوحدة الوقائية قد عمدت إلى قتل النزلاء إما بإعدامهم في غرف الغاز أو الحقن القاتل أو بتجويعهم قبل بدء السير في تلك المواكب إضافة إلى إطلاق النار على العديد منهم في الطريق لمعسكراتهم الجديدة أو بعد الوصول إليها مباشرة؛ حيث شهد أحد المواكب قتل سبعمائة سجين في طريقهم من معسكراتهم في دانزيغ بعد مسيرة استمرت عشرة أيام في موكب ضم 8,000 يهودي بينهم 600 امرأة في حين أُجبر الباقيين على الصعود لقوارب في بحر البلطيق حيث أُطلق عليهم النار في عرض البحر.
من جانبه ذكر إيلي فيزيل أحد الناجيين من الهولوكوست والحائز على جائزة نوبل للسلام عام 1986 تجربته الشخصية حول المواكب الجنائزية عندما أُجبر مع أبيه شلومو على المسير من بونا وحتى معسكر بوخنفالد وهي التجربة التي قام بسردها في كتابه المساء الذي ألّفه عام 1958 وتبعه بكتابين آخرين حملوا جميعهم رحلة فيزيل الفكرية وتجاربه الحياتية أثناء وبعد الهولوكوست.

## موكب أوشفيتز الجنائزي
من ناحية أخرى كان موكب معسكر أوشفيتز بيركينو الأشهر على الإطلاق والذي بدأ في يناير لعام 1945 مع تقدم القوات السوفيتية عبر الأراضي البولندية المحتلة قبيل تسعة أيام من وصول تلك القوات للمعسكر، حيث أجبرت قوات الوحدة الوقائية أكثر من 60,000 سجين على المسير من المعسكر لمسافة 35 ميل حتى بلدة فوديسلاف شلاوسكي قبل أن يتم نقلهم عبر السكك الحديدية إلى معسكرات أخرى وهو الموكب الذي راح ضحيته قرابة 15,000 سجين

## وصلات خارجية
- خريطة من متحف الهولوكوست التذكاري بالولايات المتحدة
- خريطة لموكب براندنبورغ الجنائزي بواسطة أيو سايبريان بوغانوفسكي